# Serveis mínims
Els serveis mínims són, durant una vaga de treballadors, aquells serveis considerats essencials que se segueixen prestant durant la vaga per evitar que hi hagi desproveïments, caos administratiu, falta de producció o emergències sanitàries. La determinació dels serveis mínims en els serveis essencials és, per punt, una limitació del dret de vaga que correspon a l'autoritat governativa corresponent (estat, regions...).
Es quantifiquen com un percentatge respecte dels serveis normals per a aquest dia.
La dificultat de la regulació estreba en la manca d'una regulació que determini amb exactitud què són serveis essencials per a la comunitat i quin és el percentatge de servei adequat en cas de vaga. Cal buscar un equilibri entre el dret a la vaga dels treballadors, que constitueix un dret fonamental (Article 28.2 de la Constitució Espanyola) per defensar els seus interessos i el dret dels usuaris a la prestació del servei.
A Espanya la normativa bàsica es conté en el Reial decret-Llei 17/1977, de 4 de març, sobre relacions de treball; en el Reial decret Legislatiu 2/2015, de 23 d'octubre, pel qual aprova el text refós de la Llei de l'Estatut dels Treballadors, en la norma concreta que es dicta davant cada convocatòria de vaga, i en els precedents administratius i judicials.

## Serveis mínims essencials i serveis mínims abusius
Poden existir desacords entre què es considera un servei essencial i què no. Els sindicats sovint critiquen l'establiment de serveis mínims que consideren abusius, per ser al seu judici massa elevats (similars o fins i tot superiors als d'un dia normal) o aplicats a serveis no essencials. Consideren que els serveis mínims abusius provoquen que la vaga deixi de notar-se, desvirtuant així el dret de vaga.
Per exemple, el sindicat CNT considera que els únics serveis mínims legítims són aquells que cobreixen emergències i atenció sanitària i persones amb discapacitat i, per tant, rebutja els serveis mínims en el transport i altres sectors.